# 東広樹
東 広樹（あずま ひろき、1982年4月28日 - ）は、京都府出身の元サッカー選手、サッカー指導者。

## 来歴

### 選手時代
主にサイドバックでプレー。
京都パープルサンガユース、阪南大学を経て、2005年に四国サッカーリーグの愛媛しまなみFC(現・FC今治)に加入。背番号は2。
その後、「仕事が忙しくサッカーに全然集中できなかった」ため、1年で同チームを辞める。
2006年に、佐川急便京都サッカー部を母体として滋賀県に移転したばかりのFC Mi-OびわこKusatsu(現・MIOびわこ滋賀)に移籍。背番号は6。

### 指導者時代
2006年に現役を引退し、2007年よりFC Mi-OびわこKusatsuのコーチに就任。中尾幸太郎、戸塚哲也、平岡直起と監督が変わる中、選手と監督のつなぎ役として貢献する。
チームがJFLに昇格した2008年9月に平岡直起の解任を受け、チームの監督代行に就任する。代行とはいえ、26歳(当時JFL最年少監督)、C級指導者ライセンスでのJFL監督就任は異例といえる。9試合を指揮し、2勝2分5敗。守備が崩壊していたチームを、終盤5試合は4失点と立て直した。
2009年、和田治雄の監督就任に伴い、再びコーチへ。この年に日本サッカー協会公認B級指導者ライセンスを取得。
2010年10月、和田治雄の解任を受け、再び監督代行に就任。6試合を指揮し、5勝1分。残留争いをしていたチームは優勝決定直後のガイナーレ鳥取を5-0で破るなど無敗でJFL残留を成し遂げた。
2011年も引き続き監督を続投。初めて年間を通して指揮するも、前年から多くの選手が入れ替わったチームは苦戦。チーム歴代最多の65失点を喫し13位。
2012年は、運動量の多いハイプレス戦術が浸透し、8位でシーズンを終えた。
2014年7月、MIOびわこ滋賀監督を退任し、同クラブ強化部長補佐兼任コーチに就任。
2022年10月、大槻紘士監督の解任に伴い、MIOびわこ滋賀監督に三度目の就任。
2023年1月31日、MIOびわこ滋賀から改称したレイラック滋賀FCのアシスタントコーチに就任した。

## 指導者としての特徴・エピソード
- 運動量を重視し、ハイプレスで奪ってからのショートカウンターを基本としている。
- 2012年は成果は残したもののスターティングメンバーを固定しがちで「レギュラーとサブ組に大きな差が出来てしまった」と話し、2013年は「練習で好調な選手を使っていく、これまでの結果は関係ない」と選手起用に柔軟な姿勢を見せている。
- JFL監督としては異例の若さであり、紅白戦などでは選手に混ざってプレーすることもある。2012年までは自身よりも年上の選手がチームにいる状態が続いていた。
- MIOのJFL昇格以来、アウェイ遠征や練習試合の際は自ら選手バスを運転していることが多い。

## 所属クラブ
- 1998年 - 2000年 京都パープルサンガユース
- 2001年 - 2004年 阪南大学
- 2005年 愛媛しまなみFC (現・FC今治)
- 2006年 FC Mi-OびわこKusatsu

## 指導歴
- FC Mi-OびわこKusatsu / MIOびわこ草津 / MIOびわこ滋賀 / レイラック滋賀FC
  - 2007年 - 2008年9月 コーチ
  - 2008年9月 - 2008年12月 監督代行
  - 2009年 - 2011年10月 コーチ
  - 2011年10月 - 2014年7月 監督
  - 2014年7月 - 2017年 強化部長補佐兼任コーチ
  - 2018年 - 2020年 レディースU-15監督
  - 2021年 - 2022年10月 コーチ
  - 2022年10月 - 2022年12月 監督
  - 2023年 - アシスタントコーチ